# Radcea, Tîsmenîțea
Radcea (în ucraineană Радча) este o comună în raionul Tîsmenîțea, regiunea Ivano-Frankivsk, Ucraina, formată numai din satul de reședință.

## Demografie
Componența lingvistică a comunei Radcea
     Ucraineană (99,74%)
     Alte limbi (0,23%)
Conform recensământului din 2001, majoritatea populației comunei Radcea era vorbitoare de ucraineană (99,74%), existând în minoritate și vorbitori de alte limbi.